# Ernest Elliott
Ernest „Sticky“ Elliott (* 23. Februar 1898 in Booneville; † Februar 1977 in New York) war ein US-amerikanischer Jazzmusiker (Klarinette, Saxophone), der in den 1920er-Jahren zahlreiche Blues-Vokalisten bei Plattenaufnahmen begleitete.

## Leben und Wirken
Elliott stammte aus Detroit und war 1919 Mitglied in der Band von Hank Duncan. Nach seinem Wechsel nach New York City spielte er in den 1920er-Jahren bei Mamie Smith’ Jazz Hounds, an deren Aufnahmen für Okeh Records er mitwirkte. Außerdem arbeitete er mit Johnny Dunn, Monette Moore, Clara Smith, Edith Wilson, Eva Taylor, Alberta Hunter, Bessie Smith, Hannah Sylvester, Fletcher Henderson, Sippie Wallace, Thomas Morris, King Oliver, James P. Johnson, ferner in der Studioband des Pianisten Ernest Matson, den Lucky Seven sowie The Gulf Coast Seven. Elliott war von 1920 bis 1929 an 79 Aufnahmesessions beteiligt. Während er in den 1930er-Jahren von der Bildfläche verschwand, kehrte er im folgenden Jahrzehnt in die Musikszene zurück und spielte in einem Trio im Astoria Hotel unter der Leitung von Cliff Jackson. In dieser Zeit spielte er außerdem noch mit Willie The Lion Smith, bevor er sich Ende der 1940er-Jahre zur Ruhe setzte.
Die Encyclopedia of the Harlem Renaissance merkt an, dass Elliott mit dem Trompeter Joe Smith und dem Geiger Leroy Parker zu den Musikern gehörte, die den vorherrschenden Stil der Zeit wiedergaben.